# Molophilus kulshanicus
Molophilus kulshanicus är en tvåvingeart som beskrevs av Alexander 1949. Molophilus kulshanicus ingår i släktet Molophilus och familjen småharkrankar. Inga underarter finns listade i Catalogue of Life.